# 肖恩·霍金森
肖恩·霍金森（英語：Shaun Hutchinson；1990年11月23日—）是一位英格蘭足球運動員。在場上的位置是中後衛。他現在效力於英冠球隊米尔沃尔。他也代表英格蘭U21國家隊參賽。

## 外部連結
- Shaun Hutchinson profile at Fulham F.C. official website
- 足球数据库：肖恩·霍金森的球员统计数据